# 사만다 후?
《사만다 후?》(영어: Samantha Who?)는 2007년부터 2009년까지 방영된 시트콤이다.